# Densberg
Denserg è una frazione del comune tedesco di Jesberg, in Assia.

Conta circa 500 abitanti.

## Storia
Densberg fu nominata per la prima volta nel 1085.

Costituì un comune autonomo fino al 1974.